# Täkunasu
Täkunasu ist eine unbewohnte Insel, 1,9 Kilometer von der größten estnischen Insel Saaremaa entfernt. Die Insel liegt in der Landgemeinde Saaremaa im Kreis Saare. Sie liegt im Kahtla-Kübassaare hoiuala.
Säärelaid nasu ist 50 Meter lang und zehn Meter breit.